# Smells Like Records
Smells Like Records es una discográfica independiente fundada en 1992 por el batería de Sonic Youth Steve Shelley.  Tiene su sede en Hoboken, Nueva Jersey. Su primer lanzamiento fue el sencillo de 7 pulgadas de Sentridoh.
En la última década, la discográfica ha lanzado cerca de 50 grabaciones.

## Artistas
- Arkez
- Blonde Redhead
- Bluetile Lounge
- Cat Power
- Chris Lee
- The Clears
- Christina Rosenvinge
- Dump
- Fuck
- Hungry Ghosts
- JP Shilo
- John Wolfington
- La Lengua Asesina
- Lee Hazlewood
- Mosquito
- Nod
- Overpass
- The Raincoats
- The Rondelles
- Sammy
- Scarnella
- Sentridoh
- Shelby Bryant
- Sonic Youth
- Tim Prudhomme
- Tony Scherr
- Two Dollar Guitar
- Ursa Minor

- Datos: Q906571